# Assassinato de Lola Daviet
Em 14 de outubro de 2022, Lola Daviet, de 12 anos, foi encontrada morta em um baú de viagem no 19º arrondissement de Paris, França. Os promotores disseram que ela havia sido asfixiada. O principal suspeito foi registrado no vídeo do CCTV carregando bagagem pesada, que incluía a mala com a vítima, ao deixar o prédio no período da tarde.